# Plectrohyla calvicollina
Plectrohyla calvicollina är en groddjursart som först beskrevs av Kevin R. Toal 1994.  Plectrohyla calvicollina ingår i släktet Plectrohyla och familjen lövgrodor. IUCN kategoriserar arten globalt som akut hotad. Inga underarter finns listade i Catalogue of Life.